# پال پرستون
پال پرستون (انگلیسی: Paul Preston؛ زادهٔ ۱ ژانویهٔ ۱۹۴۶) استادو زندگی‌نامه‌نویس اهل بریتانیا است. پال یک مورخانگلیسی و اسپانیایی است، وی متخصص تاریخ اسپانیا، به ویژه جنگ داخلی اسپانیا و فرانسیسکو فرانکو است و بیش از ۳۰ سال در این زمینه مطالعه کرده‌است. او برنده جوایز متعددی برای کتاب‌هایش در زمینه جنگ داخلی اسپانیا شده‌است.

## زندگی
پال پرستون در ۱۹۴۶ در لیورپول متولد شد. وی از سال ۱۹۹۱ به عنوان استاد در مدرسه اقتصاد لندن تدریس کرده‌است.